# Ентони Данијелс
Ентони Данијелс (енгл. Anthony Daniels; Солсбери, Вилтшир, 21. фебруар 1946) енглески је глумац, најпознатији по улози Си Трипија у филмском серијалу Звездани ратови. Једини је члан глумачке поставе који се појавио у свим филмовима. Осим тога тумачио је исту улогу у бројним спин-офовима, видео играма, телевизијским шоу програмима итд.
Једна од његових првих улога јесте и Леголас, коме је позајмио глас у анимираној адаптацији Толкиновог Господара прстенова.

## Биографија
Рођен је у Солсберију, 21. фебруара 1946. По наговору родитеља уписао је права, која је након две године напустио и окренуо се глуми која га је одувек интересовала.
Данијелс није фан научне фантастике, па једном приликом је изјавио да је једини научно-фантастични филм, поред Звезданих ратова, који је он погледао 2001: Одисеја у свемиру и да је био толико незадовољан да је изашао из биоскопа након 10-ак минута.

## Филмографија
| Улоге Ентонија Данијелса |                                                      |               |           |             |
| Година                   | Српски назив                                         | Изворни назив | Улога     | Напомена    |
| 1977                     | Звездани ратови — епизода IV: Нова нада              |               | Си Трипио |             |
| 1978                     | Господар прстенова                                   |               | Леголас   | глас        |
| 1978                     | Звездани ратови: Празнични специјал                  |               | Си Трипио |             |
| 1980                     | Звездани ратови — епизода V: Империја узвраћа ударац |               | Си Трипио |             |
| 1980                     | Улица Сезам                                          |               | Си Трипио |             |
| 1980                     | Мапет шоу                                            |               | Си Трипио |             |
| 1982                     | Звездани ратови — епизода VI: Поврaтак џедаја        |               | Си Трипио |             |
| 1999                     | Звездани ратови — епизода I: Фантомска претња        |               | Си Трипио |             |
| 2002                     | Звездани ратови — епизода II: Напад клонова          |               | Си Трипио |             |
| 2004—2005                | Звездани ратови: Клонски ратови                      |               | Си Трипио | ТВ серија   |
| 2005                     | Звездани ратови — епизода III: Освета сита           |               | Си Трипио |             |
| 2008                     | Звездани ратови: Клонски ратови                      |               | Си Трипио |             |
| 2008—2011                | Звездани ратови: Клонски ратови                      |               | Си Трипио | ТВ серија   |
| 2014                     | Лего филм                                            |               | Си Трипио | глас        |
| 2014                     | Звездани ратови: Побуњеници                          |               | Си Трипио | ТВ серија   |
| 2015                     | Звездани ратови — епизода VII: Буђење силе           |               | Си Трипио |             |
| 2016                     | Одметник 1: Прича Звезданих ратова                   |               | Си Трипио |             |
| 2017                     | Звездани ратови — епизода VIII: Последњи џедаји      |               | Си Трипио |             |
| 2017                     | Звездани ратови: Силе будућности                     |               | Си Трипио | ТВ серија   |
| 2018                     | Соло: Прича Звезданих ратова                         |               | Си Трипио | аудио камео |
| 2018                     | Ралф растура интернет                                |               | Си Трипио | камео улога |
| 2018                     | Звездани ратови: Отпор                               |               | Си Трипио | ТВ серија   |
| 2019                     | Звездани ратови — епизода IX: Успон Скајвокера       |               | Си Трипио |             |
| 2022                     | Оби-Ван Кеноби                                       |               | Си Трипио | ТВ серија   |